# Dendrolagus
Dendrolagus es un género de marsupiales diprotodontos de la familia Macropodidae  conocidos comúnmente como canguros arborícolas, pues se han adaptado para la vida en los árboles. Se los encuentra en los bosques lluviosos de Nueva Guinea, en el noreste de Queensland, y en las islas cercanas, usualmente en zonas montañosas, aunque algunas especies, como Dendrolagus spadix, viven en zonas llanas.
Sus masas corporales se encuentran entre los 4 y 13 kg, y su largo corporal entre los 600 y 940 mm, además de una cola no prensil relativamente larga.

## Evolución

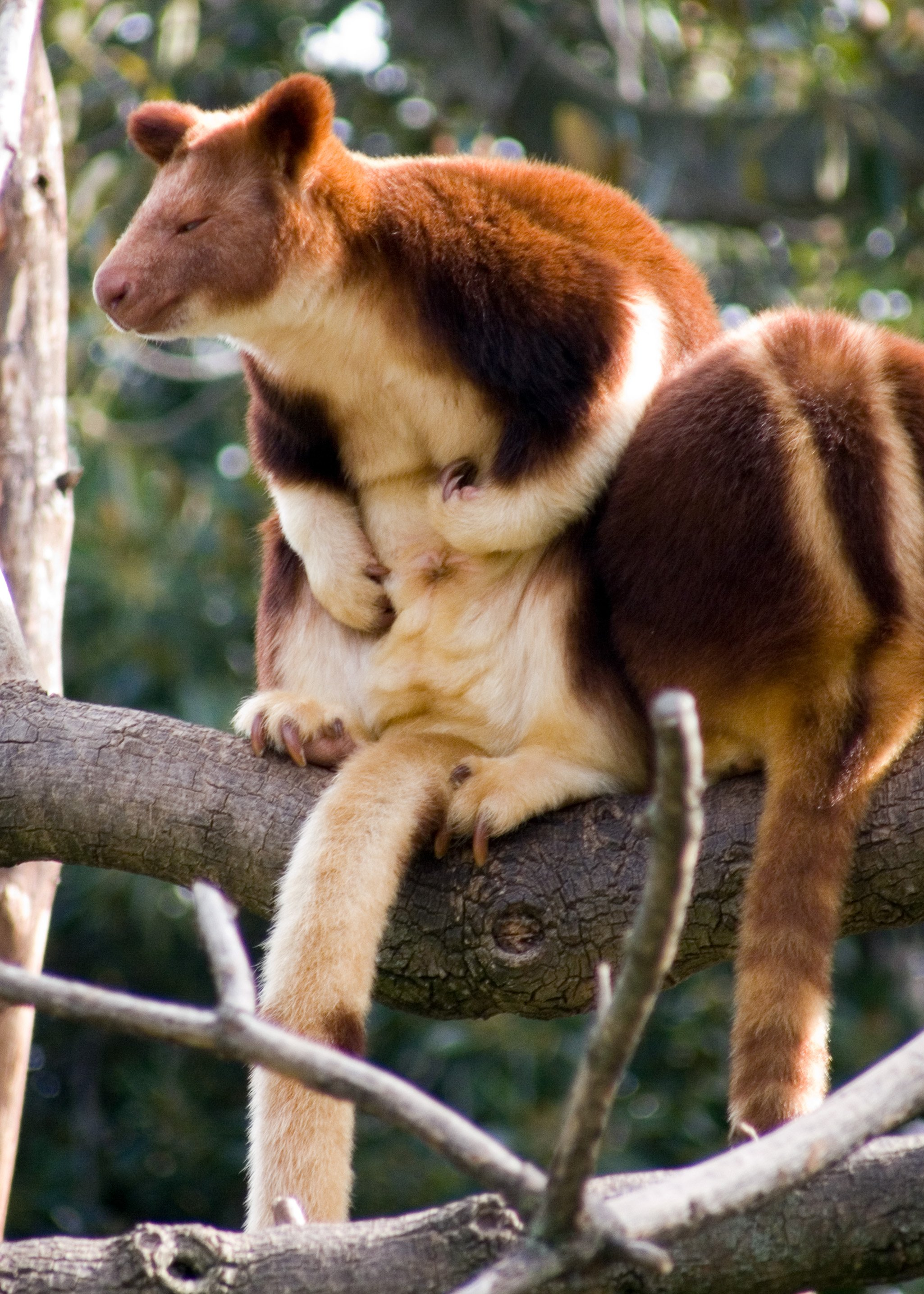
Dendrolagus goodfellowi

Se cree que los canguros arborícolas evolucionaron de criaturas similares a los canguros y walabís modernos, y que en el proceso retuvieron muchas de las características que los macrópodos desarrollaron como adaptaciones para la vida en las llanuras, especialmente sus enormes patas traseras y sus pies largos y estrechos (que permiten a los macrópodos tradicionales un desplazamiento rápido y económico). Los canguros arborícolas poseen una cola extraordinariamente larga para equilibrarse, sobre todo en Dendrolagus bennettianus y Dendrolagus lumholtzi, y miembros delanteros más desarrollados que los de sus parientes cercanos.

## Anatomía

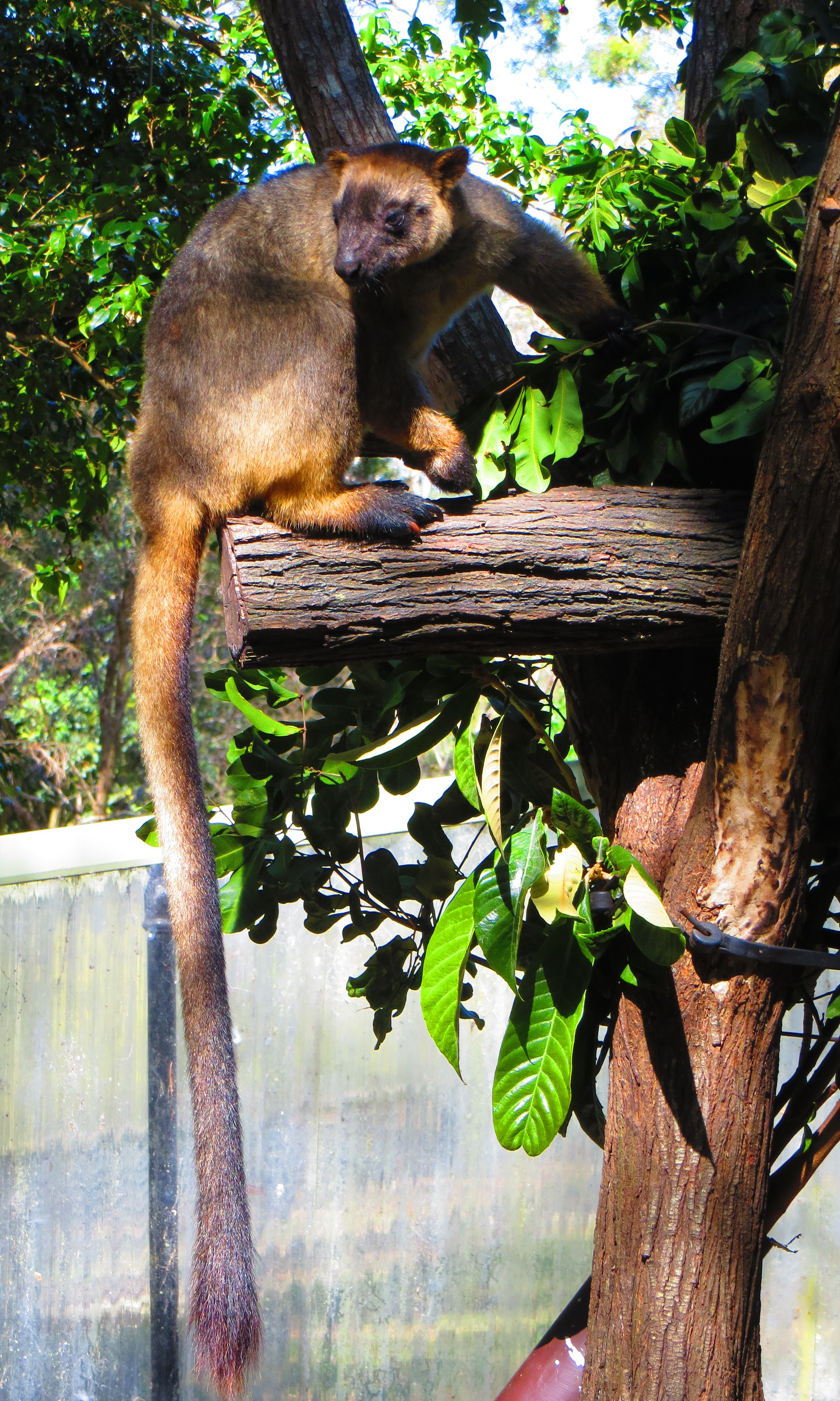
Dendrolagus lumholtzi

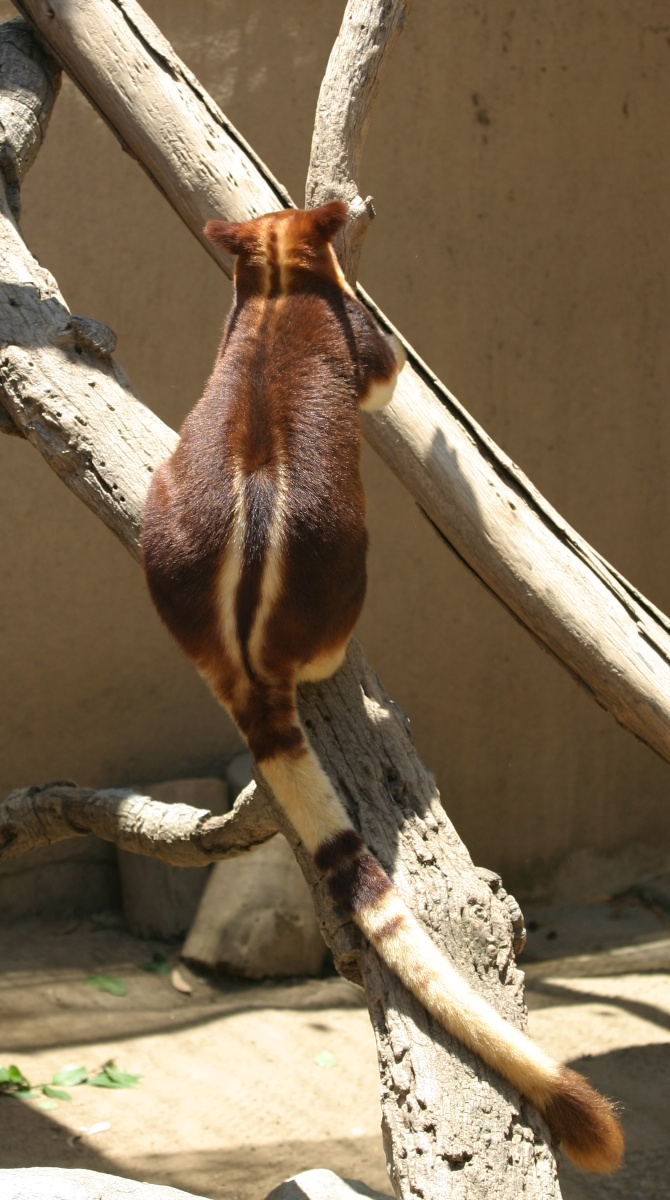
Se observa la cola larga y pesada de un Dendrolagus goodfellowi buergersi.

Las especies del género son lentas y torpes al andar en el suelo, pues deben inclinar su cuerpo hacia adelante de manera exagerada para compensar sus grandes colas. En los árboles, en cambio, son ágiles y atrevidos, incluso pueden mover independientemente sus miembros traseros al trepar. Hacen las ramas y troncos con sus miembros delanteros, y usan los traseros para saltar. Se han registrado saltos de 9 metros entre árboles, y hasta 18 metros hasta el suelo, sin que el animal resulte herido.

## Especies
Las siguientes especies pertenecen al género dendrolagus
- Dendrolagus bennettianus; Queensland, Australia.
- Dendrolagus dorianus; Nueva Guinea oeste, centro y suroeste.
- Dendrolagus goodfellowi; Nueva Guinea centro y sureste.
- Dendrolagus inustus; norte y oeste de Nueva Guinea, además de la isla de Yapen.
- Dendrolagus lumholtzi; Queensland, Australia.
- Dendrolagus matschiei; Península de Huon, Nueva Guinea.
- Dendrolagus mayri; montes Wondiwoi, provincia de Papúa Occidental.
- Dendrolagus mbaiso; tierras altas de Nueva Guinea centro-oeste.
- Dendrolagus pulcherrimus; Montañas Foja y Torricelli, Nueva Guinea.
- Dendrolagus scottae; provincia de Sandaun, Nueva Guinea.
- Dendrolagus spadix; tierras bajas suroccidentales de Papúa Nueva Guinea.
- Dendrolagus stellarum; tierras altas de Nueva Guinea centro-occidental.
- Dendrolagus ursinus; Vogelkop, Nueva Guinea.

La taxonomía del género es compleja, especialmente la de Dendrolagus dorianus y D. goodfellowi. D. stellarum fue descrito como subespecies of the D. dorianus,, pero algunos autores recientes lo consideran como una especie independiente. Se ha propuesto que D. mayri, conocido solo por un espécimen antiguo, puede ser una especie válida, pero, dado que es virtualmente desconocido, la mayoría de los autores lo consideran como una subespecie de D. dorianus. El caso de D. pulcherrimus es comparable al de D. stellarum; fue descrito como una subespecie de D. goodfellowi, pero recientemente se ha elevado al nivel de especie por algunos autores. Una población descubierta recientemente en los montes Bewani, puede representar una subespecie nueva.